# Ion D. Berindey
Ion D. Berindey (n. 28 iunie 1871, București – d. 29 septembrie 1928, București) a fost un arhitect român, unul din promotorii constanți ai stilului neo-românesc.

## Biografie
Fiul lui Dumitru Berindey (1832–1884), arhitect și ministru al Lucrărilor publice în Cabinetul Ion Ghica (1870-1871) și al Anei (1849–1931), născută Slatineanu, Ion D. Berindey a început studiile în București, frecventând pentru scurtă vreme cursurile Școlii de poduri și șosele. 
În 1887, Ion D. Berindey a plecat la Paris, unde a frecventat cursurile arhitectului Duray, iar în 1889 a fost admis la Școala Națională Superioară de Arte Frumoase, Secția de Arhitectură. Aici i-au fost profesori Charles Girault, Honoré Daumet, Pierre Esquié. În 1897 a obținut diploma de arhitect oferită de guvernul francez, întorcându-se în țară în același an.
Reîntors în țară, Ion D. Berindey a devenit unul din promotorii proeminenți ai stilului arhitectural neo-românesc.  Numeroase clădiri de patrimoniu din București au fost proiectate de Berindey, care a fost unul dintre cei mai prolifici și faimoși arhitecți români din prima jumătate a secolului al 20-lea.
În perioada iunie 1899 - 29 martie 1901 Ion D. Berindey a fost arhitect-șef al Serviciului Tehnic al Ministerului Afacerilor Interne. Între 14 decembrie 1900 - 11 ianuarie 1905 și între 22 martie 1916 - 23 ianuarie 1919 a fost ales vicepreședinte al Societății Arhitecților din București.
La 1 august 1905 i-a fost încredințată direcțiunea Expoziției Generale Române din 1906, fiind numit inspector general al lucrărilor din Câmpul Filaretului, când a fost înființat și Parcul Carol I. Pentru Expoziția Generală Română din 1906, I.D. Berindey a proiectat Pavilionul Casei Staadecker și Pavilionul Comisiunii Europene a Dunării.
În 1906 a participat la concursul pentru proiectul Palatul Păcii de la Haga, proiectul său fiind reținut și premiat.

## Clădiri proiectate
- Palatul Administrativ din Iași - 1906-1925 (azi Palatul Culturii);
- Casa general Heracle Arion (B-dul Lascăr Catargiu nr. 15) - 1896;
- Leagănul Sfânta Ecaterina (lângă Arcul de Triumf) - 1899
- Palatul Cantacuzino / Casa cu Lei / Muzeul Național "George Enescu" (Calea Victoriei nr. 141) - 1902;
- Vila Vasile Gănescu (Șoseaua Kiseleff nr. 9) - 1901;
- Casa diplomat Alexandru D. Florescu (str. Henri Coandă nr. 22) - 1902;
- Vila Solacolu (str. Visarion nr. 8) - 1905
- Vila Bazil G. Assan (Casa Assan din Piața Lahovary) - 1906;
- Conacul Popeci (comuna Dranic, sat Padea, județul Dolj), locuința bancherului N.N. Popp - 1907
- Casa Ion Kalinderu / Muzeul Kalinderu (str. Vasile Sion ) - 1908-1909;
- Proiectul parcelării Ioanid (Parcul Ion Voicu) - 1909
- Vila amiral Vasile Urseanu / Observatorul Astronomic Amiral Vasile Urseanu (str. Lascăr Catargiu nr. 21) - 1910;
- Vila Maria Ioanidi (Bd Dacia nr. 79) - 1911;
- Casa Gussi (str. Nicolae Filipescu nr. 40) - 1911;
- Vila Emanuel Krețulescu (str. Henri Coandă nr. 18) - 1911;
- Vila D. Emanoil - Procopiu (str. Dumbrava Roșie nr. 5) - 1911;
- Vila Căpitan Tărtășescu (str. Dumbrava Roșie nr. 9) - 1912;
- Vila Emil Costinescu (str. Polonă nr. 4) - 1913;
- Vila Iatan Poenaru (str. Polonă nr. 2) - 1913
- Vila Hugo Staadeker (Str. Dumbrava Roșie nr. 4) - 1913-1915
- Casa Ana (Str. Maria Rosetti nr. 26A)
- Casa avocat Toma Stelian / în prezent sediu de partid (Șoseaua Kiseleff nr. 10) - 1914;
- Casa Grigore N. Filipescu (str. Nicolae Filipescu) - 1915;
- Casa Ion Cămărășescu (str. Lascăr Catargiu nr. 39) - 1920.
- Vila Săbăreanu-Leonida (Bd Dacia nr. 81) - 1921-1926
- Vila Bălănescu (Bd Dacia nr. 75) - 1925-1927
- Hipodromul de la Băneasa / a fost demolat în anii '50 pentru a face loc unei alte construcții, Casa Scânteii.

## Galerie

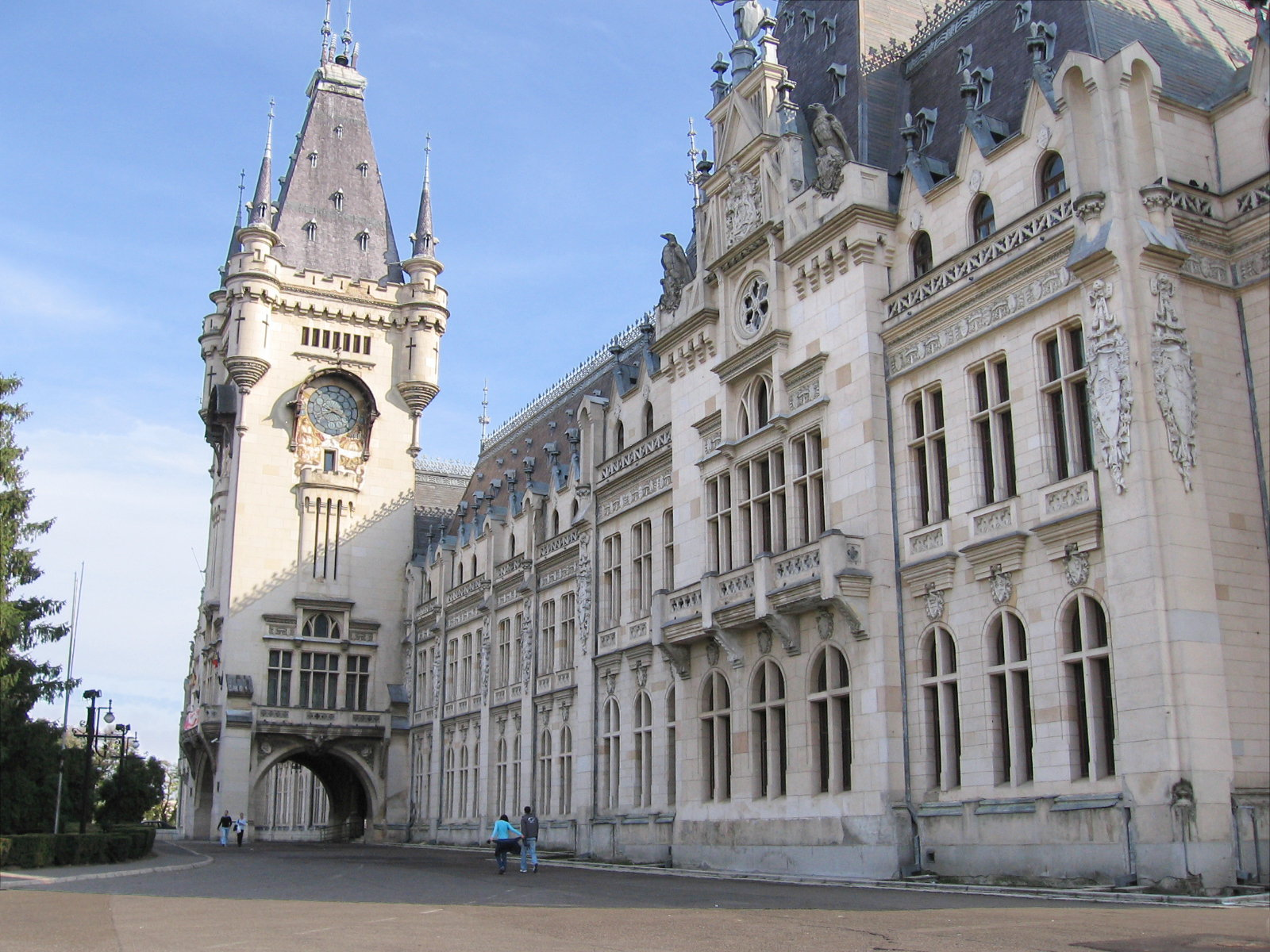
Palatul Culturii din Iași
Palatul Culturii din Iași văzut din Grădina Publică Palas
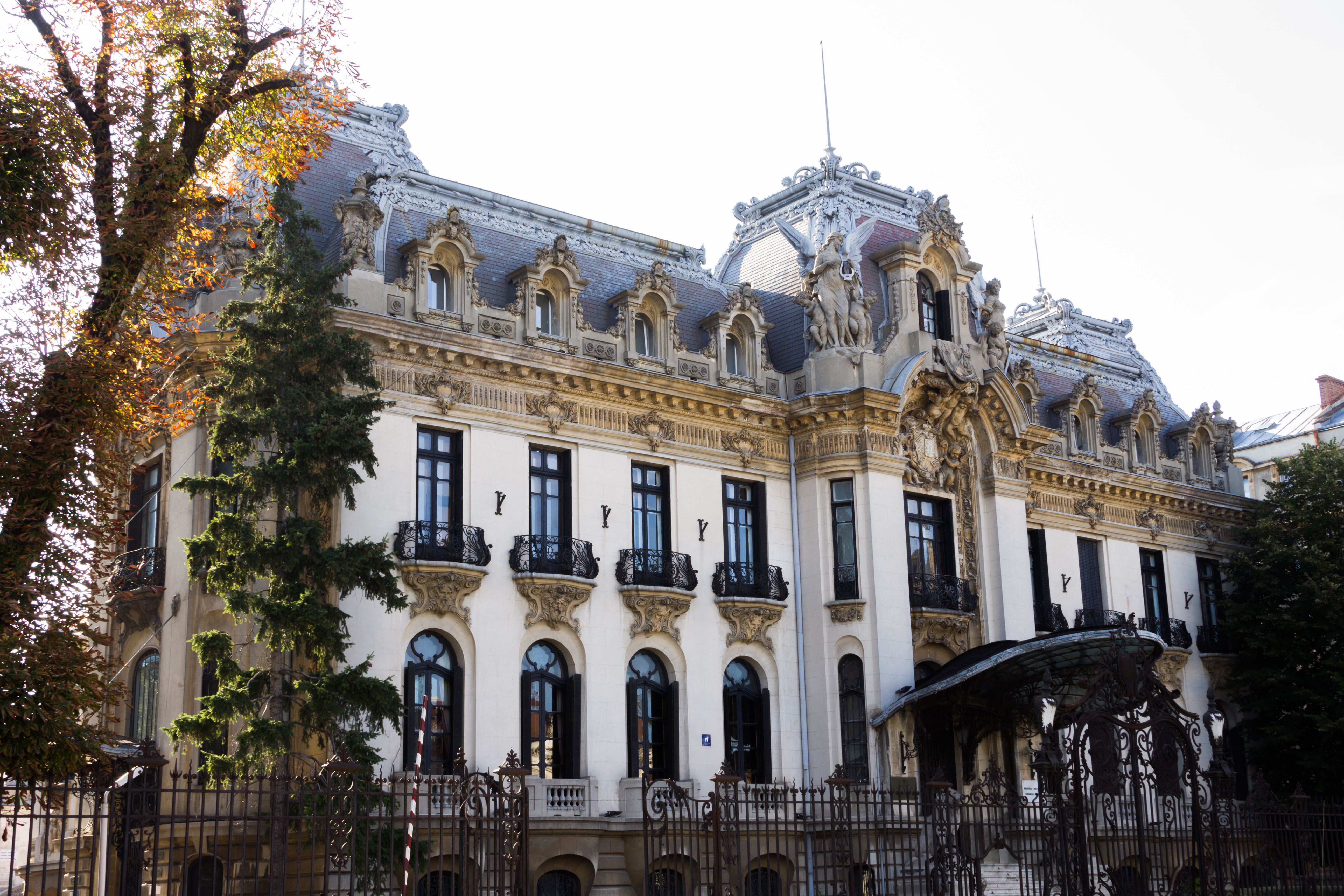
Palatul Cantacuzino, București (1902)
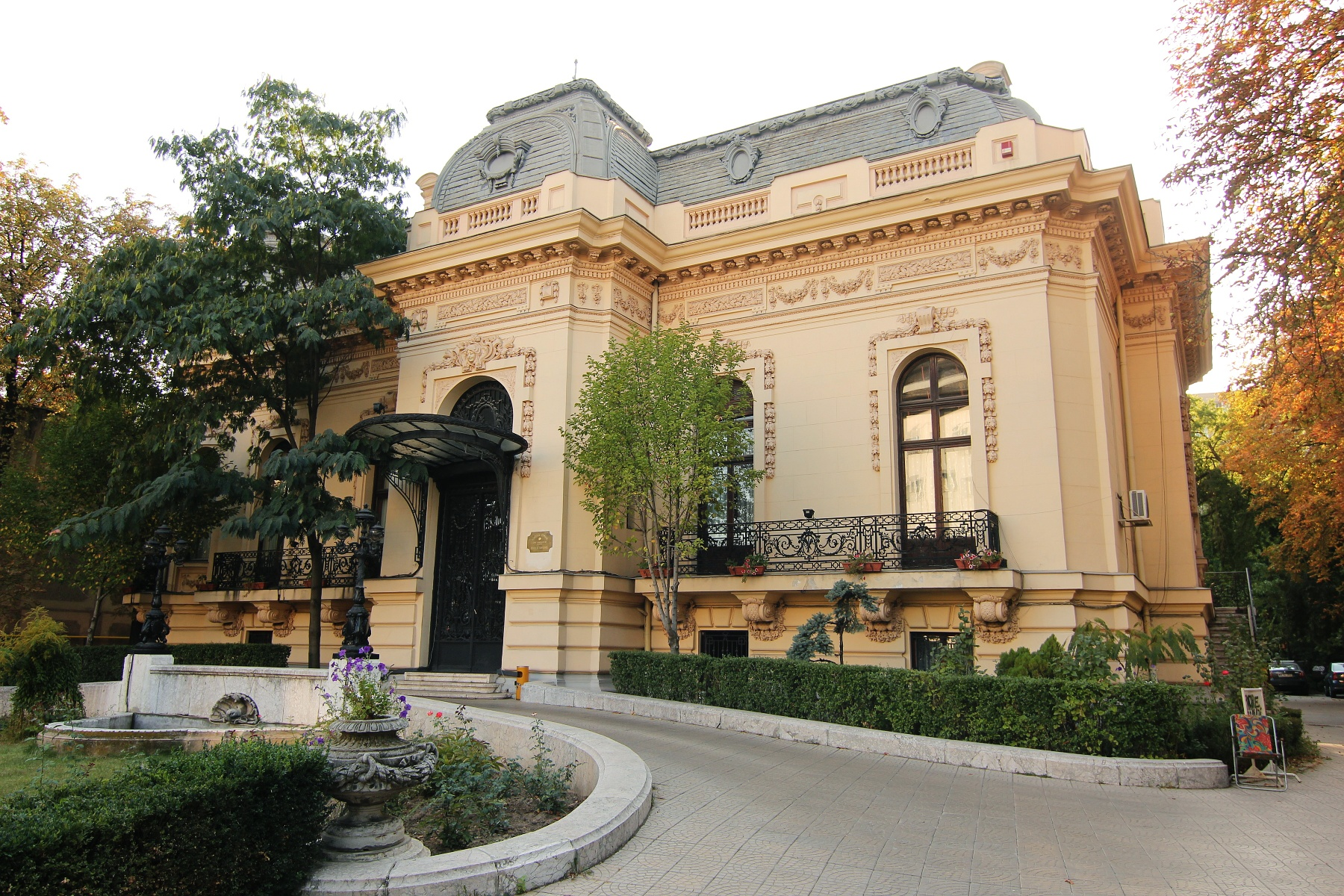
Casa Assan, București (1906)
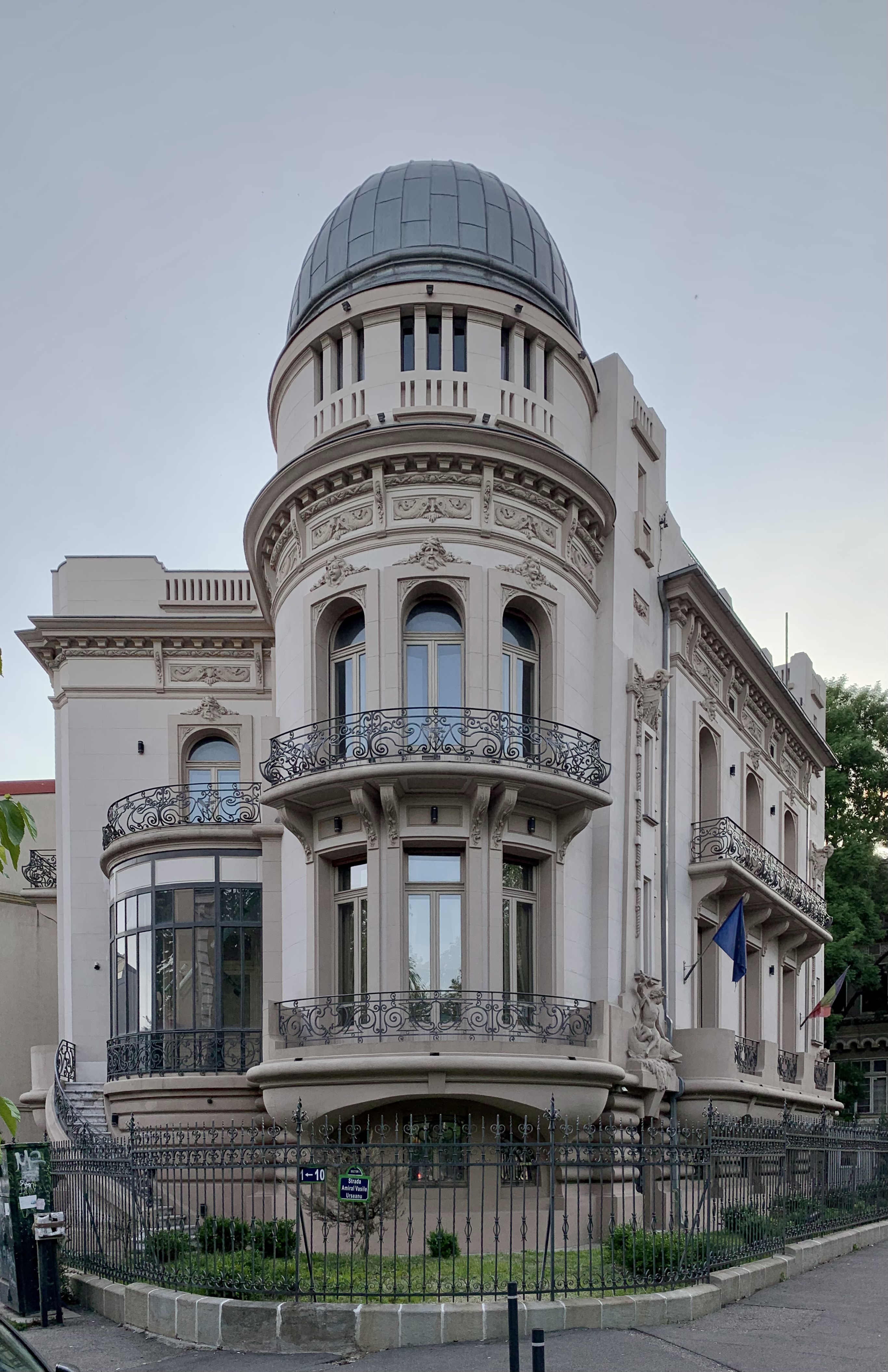
Observatorul Astronomic „Amiral Vasile Urseanu”, București (1908)